# 人見与一
人見 与一（ひとみ よいち、1887年（明治20年）1月21日 - 1954年（昭和29年）1月19日）は、大日本帝国陸軍軍人。最終階級は陸軍中将。

## 経歴
1887年（明治20年）に栃木県で生まれた。陸軍士官学校第21期、陸軍大学校第30期卒業。1933年（昭和8年）8月1日に陸軍歩兵大佐進級と同時に第5師団司令部附となり、広島文理科大学に配属された。1934年（昭和9年）3月に歩兵第63連隊長に就任し、1936年（昭和11年）3月に第8師団参謀長に転じた。
1937年（昭和12年）11月1日に陸軍少将に進級し、歩兵第24旅団長に着任。1939年（昭和14年）11月に独立混成第2旅団長（駐蒙軍）に転じ、日中戦争に出動。1940年（昭和15年）8月に陸軍中将に進級し、1941年（昭和16年）10月15日に待命、11月11日に予備役に編入された。
1945年（昭和20年）4月1日に召集され第1国境守備隊長に就任し、7月5日に関東軍総司令部附となった。7月16日に第135師団長（第1方面軍・第5軍）に親補された。8月9日のソ連対日参戦の際には高等司令部演習参加のため掖河に位置したが、東安に帰り指揮を執った。8月10日に第5軍司令部の命により掖河に集結するため、勃利、林口を経て、8月12日に七星で部隊と合流した。8月13日には、師団司令部とその護衛として歩兵第370連隊2個中隊及び、後送患者や引き揚げ邦人等約1000人を乗せた軍用列車で南下したが、樺林駅でソ連軍戦車により攻撃され運行不能となり、多数の犠牲者が出た。同地で後続列車乗車部隊と共に肉迫攻撃班を編成しソ連軍戦車を攻撃したが、島川治雄師団参謀が戦死するなど大激戦となった。その間人見は歩兵第368連隊第7中隊長の誘導により8月14日に掖河に到り、師団の指揮を執ることが出来た。8月15日には牡丹江市へ進撃する第26狙撃軍団と交戦し、一部部隊が玉砕するなど激戦となった。8月17日までに師団主力は横道河子に撤退し同地でソ連軍に備えたが、8月18日に武装解除となった。しかし、敵中に孤立していた第135師団挺身大隊は連絡不通のため、8月16日にソ連軍の攻撃を受け、大部分が行方不明となった。